# Stachlew
Stachlew – wieś w Polsce położona w województwie łódzkim, w powiecie łowickim, w gminie Łyszkowice. Leży nad rzeczką Zwierzyniec. W latach 1941–1944 w okolicach Stachlewa znajdowało się zrzutowisko broni dla ruchu oporu.
Wieś arcybiskupstwa gnieźnieńskiego w ziemi rawskiej województwa rawskiego w 1792 roku. W latach 1975–1998 miejscowość administracyjnie należała do województwa skierniewickiego.